# Gmina Zemunik Donji
Gmina Zemunik Donji (chorw. Općina Zemunik Donji) – gmina w Chorwacji, w żupanii zadarskiej. W 2011 roku liczyła  2060 mieszkańców.